# Johanne Amalie von Elterlein

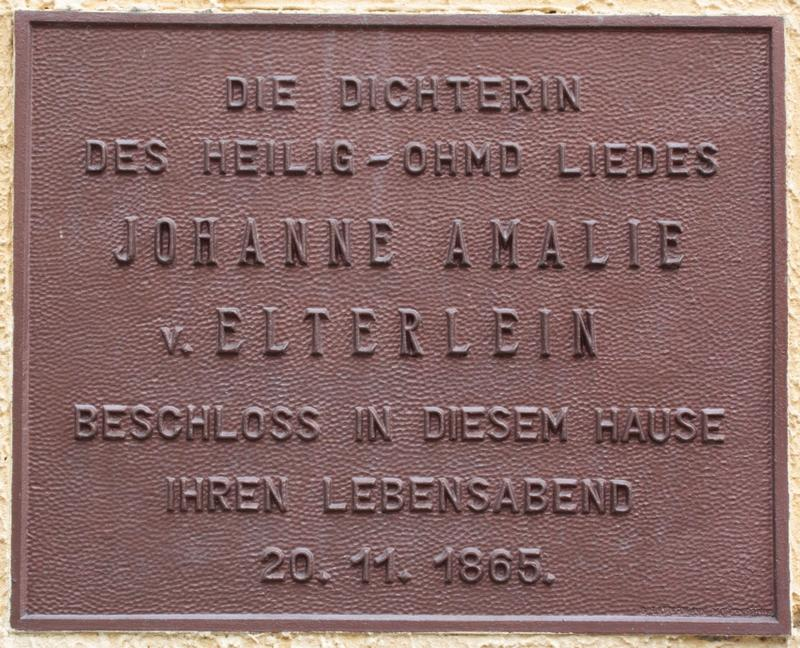
Gedenktafel am Hauseingang Obere Schloßstraße 10 in Schwarzenberg

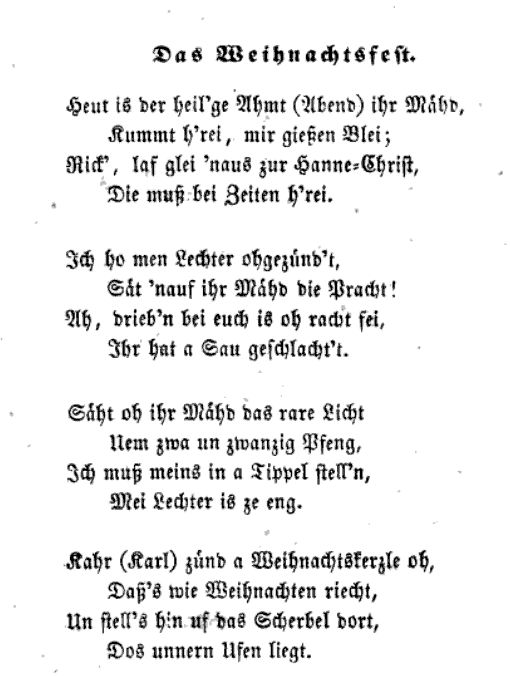
Die ersten vier Strophen des Heiligobndlieds, abgedruckt im Jahr 1848 von Johann Traugott Lindner in Wanderungen durch die interessantesten Gegenden des Sächsischen Obererzgebirges

Johanne Amalie von Elterlein, geb. Benkert, (* 27. Oktober 1784 in Annaberg; † 20. November 1865 in Schwarzenberg/Erzgeb.) war eine deutsche Heimatlieddichterin aus dem westlichen Erzgebirge.

## Leben
Johanne Amalie wurde 1784 als Tochter des Annaberger Krämers Christian Ehregott Benkert und dessen Frau Dorothea geboren. 1804 heiratete sie Carl Heinrich von Elterlein (1780–1846), Erblehn- und Gerichtsherr auf Drebach und Mitbesitzer der Hammerwerke in Rittersgrün, mit dem sie drei Kinder hatte. Nach dessen Tod zog sie 1846 nach Pfeilhammer und soll dort die ersten Strophen des erzgebirgischen „Heiligohmdliedes“ (Dr Weihnachtsheiligobnd) gedichtet haben. Die erste Veröffentlichung von 14 Strophen dürfte in den Wanderungen durch die interessantesten Gegenden des Sächsischen Obererzgebirges von Johann Traugott Lindner 1848 erfolgt sein. Dort heißt es unter der Überschrift Großpöhla:
Unter den Proletariern (gebe es) eine Menge sonderbarer Gebräuche und das Familienleben bezeichnender abergläubischer Gebahrungen, besonders zur Weihnachtszeit, denen man in folgendem Liedchen begegnet, welche eine Pöhlaerin in ihrem Dialekt selbst zum Verfasser hat.
Es folgen unter der Überschrift Das Weihnachtsfest 14 Strophen des Heiligobndlieds.  Den Namen Amalie von Elterlein erwähnt Lindner nicht. Moritz Spieß, der den Text in seinem 1862 erschienenen Beitrag Aberglauben, Sitten und Gebräuche des sächsischen Obererzgebirges veröffentlichte, schrieb es Johanne Amalie von Elterlein noch zu deren Lebzeiten zu: „Gedicht von verw. Frau v. Elterlein in Schwarzenberg, geb. Benckert aus Annaberg.“
Vieles deutet darauf hin, dass der Text bereits um 1799 entstand, als Johanne Amalie 15 Jahre alt war und in Annaberg lebte. Insbesondere das in ihren Versen verarbeitete städtisch-bürgerliche Umfeld und Personen, die sich unter ihren bürgerlichen Namen in den Bevölkerungstabellen der Jahre 1799 und 1800 im Annaberger Stadtarchiv wiederfinden, stärken diese Annahme.

Die Illustrationen der Liedpostkarten zum Heiligobndlied stammen von dem Annaberger Maler Rudolf Köselitz.
An dem Haus in Schwarzenberg, in dem sie ihren Lebensabend verbrachte und starb, erinnert seit 1933 eine Gedenktafel an sie.
Der Benkertberg in Annaberg-Buchholz (Verbindungsweg zwischen Wilischstraße und Pestalozzistraße) führt im unteren Teil an dem Grundstück entlang, wo einst die so genannte Benkert-Villa stand.